# 大盖劳县
大盖劳县（德語：Kreis Groß-Gerau）是德国黑森州达姆施塔特行政区的一个县，首府大盖劳。

## 地理
大盖劳县北面与威斯巴登市、美因-陶努斯县和法兰克福市，东面与奥芬巴赫县和达姆施塔特-迪堡县，南面与贝格施特拉瑟县相邻，西面的莱茵河是黑森州与莱茵兰-普法尔茨州的天然州界，莱茵河左岸是莱茵兰-普法尔茨州的阿尔蔡-沃尔姆斯县、美因茨-宾根县和美因茨市。